# Deficit di antitrombina III
Il deficit di antitrombina III è una rara patologia ereditaria che generalmente viene diagnosticata quando un paziente soffre di ricorrenti trombosi venose e embolie polmonari. La trasmissione è generalmente autosomica dominante, sebbene siano stati segnalati alcuni casi recessivi.
Questa patologia è stata descritta per la prima volta da Egeberg nel 1965.
La terapia prevede il trattamento con anticoagulanti o, più raramente, una terapia sostitutiva con antitrombina.
Nell'insufficienza renale, e in particolare nella sindrome nefrosica, l'antitrombina è persa nelle urine, portando a un'accresciuta attività dei fattori II e X con un'aumentata tendenza alla trombosi.